# Chorizo Riojano

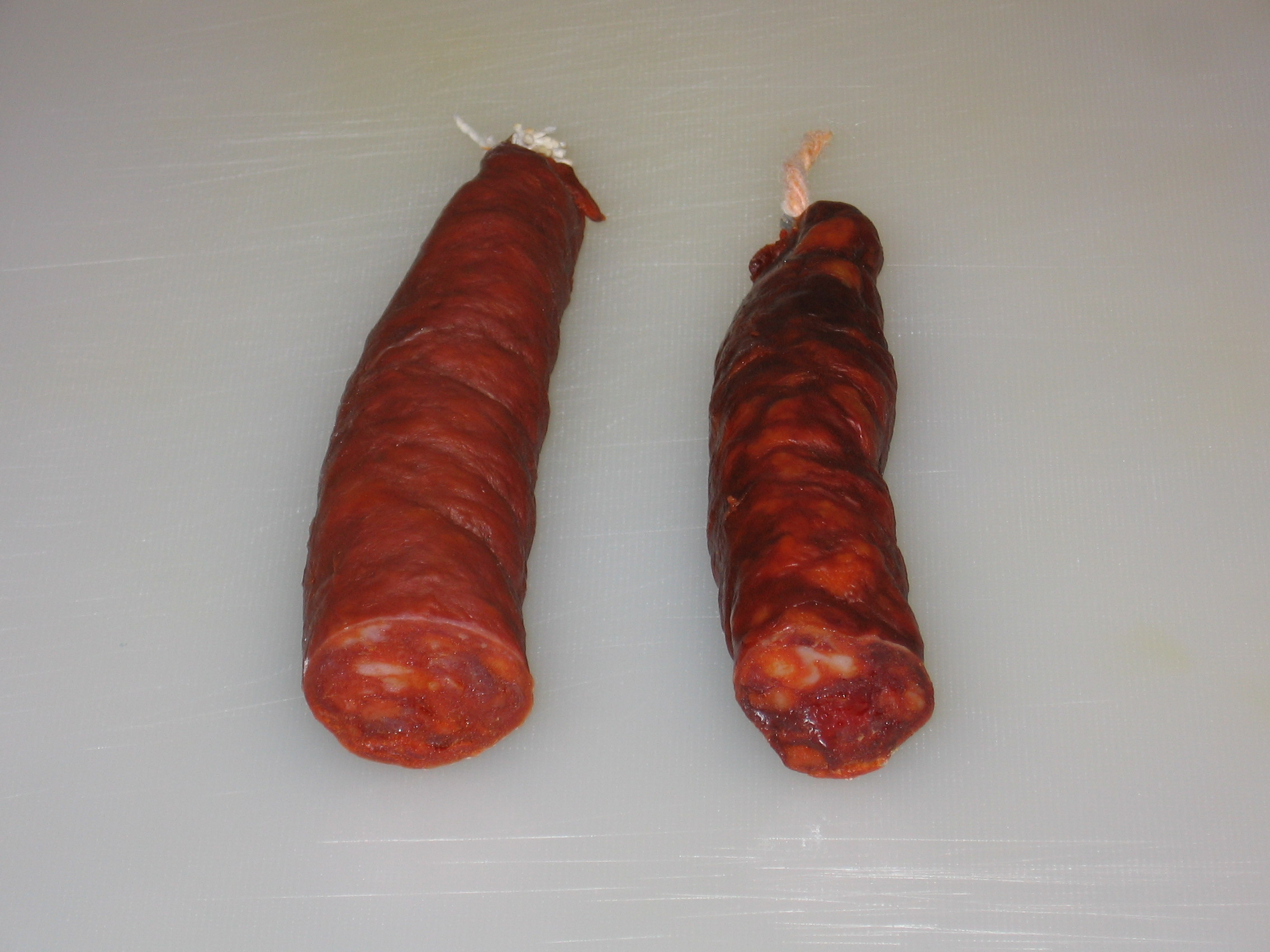
Chorizo Riojano

El chorizo riojano és una varietat de xoriço que s'elabora en la comunitat autònoma de La Rioja (Espanya). És de fort color i sabor suau, aromàtic i especiat. Originalment s'elaborava a les muntanyes de la comunitat de La Rioja que per la seva altitud i climatologia és ideal per a l'assecat d'aquest producte. Des de 1990 compta amb la distinció Indicació Geogràfica Protegida (IGP) amb l'objectiu de protegir la seva producció. El 4 d'abril del 2010 la comissió Europea va sumar la IGP Chorizo Riojano a la llista de productes europeus amb qualitat garantida.